# Diplopleura obockiana
Diplopleura obockiana är en djurart som tillhör fylumet slemmaskar, och som först beskrevs av Louis Joubin 1887.  Diplopleura obockiana ingår i släktet Diplopleura och familjen Lineidae.
Artens utbredningsområde är Röda havet. Inga underarter finns listade i Catalogue of Life.